# Chrystyna Solowij

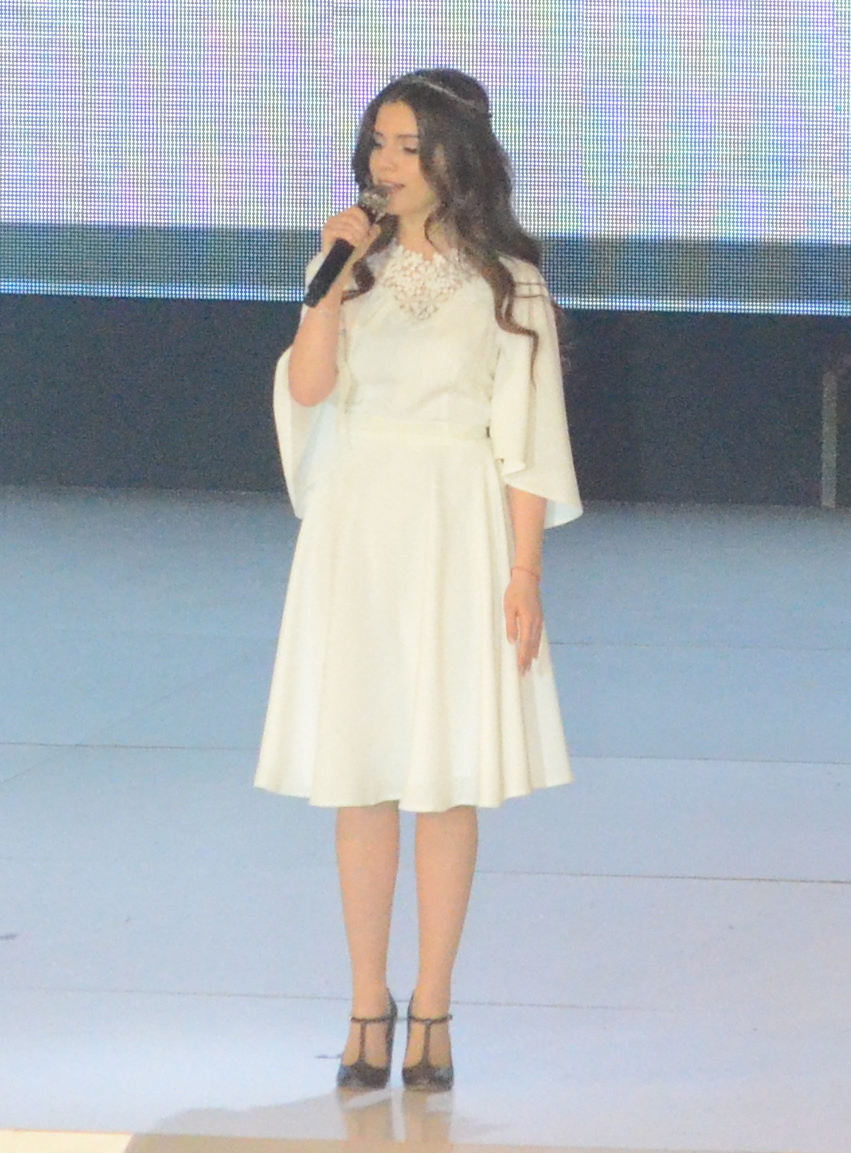
Chrystyna Solowij (2018)

Chrystyna Iwaniwna Solowij (ukrainisch Христина Іванівна Соловій, englische Transkription und internationaler Künstlername Khrystyna Soloviy; * 17. Januar 1993 in Drohobytsch, Oblast Lwiw, Ukraine) ist eine ukrainische Singer-Songwriterin. Ihr Videoclip Тримай (Halt’ mich fest) wurde mehr als 39 Millionen Mal angeklickt und in die Liste der beliebtesten ukrainischsprachigen Musikvideos auf YouTube aufgenommen.

## Leben und Schaffen
Chrystyna Solowij absolvierte die Musikschule Drohobytsch, an der ihre Mutter in den Oberstufenklassen Chorgesang unterrichtete, im Fach Klavier. Ihr Vater war Beamter in der Kulturabteilung der Stadtverwaltung von Drohobych sowie Solist in der Lwiwer Kapelle „Trembita“. Ihre Großmutter, die lange als Leiterin eines Bandura-Ensembles tätig war, sang ihren Enkelkindern alte galizische Lieder vor und erzählte ihnen ukrainische Märchen und Legenden. Sie schrieb auch Gedichte und Lieder, die sie am Klavier begleitete. Im Alter von elf Jahren erfuhr Solowij, dass sie zu einem Viertel lemkischer Abstammung ist.
2010 zog die Familie nach Lwiw, wo Solowij ukrainische Philologie an der Nationalen Iwan-Franko-Universität und ihr Bruder Jewhen (ukr. Євген, heute der Rhythmusgitarrist in der Band seiner Schwester) an der Nationalen Polytechnischen Universität zu studieren begann. Nebenbei sang sie bis 2013 im Chor „Lemkowyna“ (Хор „Лемковина“), in dem sie auch als Solistin hervortrat.
2013 nahm Chrystyna Solowij mit dem lemkischen Lied Горе долом ходжу (Weh ist mir) an der 3. Staffel der ukrainischen TV-Castingshow „Голос країни“ (The Voice of the Country) teil und erreichte im Team von Swjatoslaw Wakartschuk, der später auch ihr Produzent werden sollte, das Halbfinale.
Am 22. September 2015 erschien ihr Debütalbum Жива вода (Lebendiges Wasser bzw. Wasser des Lebens), das zwölf Lieder enthält – zehn von ihr arrangierte lemkische Volkslieder (allerdings mit ukrainischem Text) und zwei eigene Songs (Тримай / Halt’ mich fest und Синя пісня / Das Blaue Lied). Zu zwei der Songs (Под облачком / Unter der Wolke und Тримай / Halt’ mich fest) wurden Videoclips produziert. Das Album war unter den Top 10 der besten Alben des Jahres 2015.
Ende Oktober 2018 erschien ihr zweites Studioalbum Любий друг (Lieber Freund) mit elf ausschließlich eigenen Liedern (Text, Musik, Arrangement). Das Setting des surrealistischen Videos zum Titelsong zitiert das „rote Zimmer“ aus David Lynchs TV-Serie Twin Peaks.
Für den Soundtrack des im Februar 2019 anlässlich des 100. Jahrestages der identitätsstiftenden Schlacht bei Kruty uraufgeführten Spielfilms Крути 1918 steuerte Chrystyna Solowij ihr Lied Стежечка („Der Weg“, nach dem Gedicht Отсе тая стежечка / „Hier ist der Weg“ von Ivan Franko) bei sowie eine Coverversion von Холодно (Kalt; Text und Musik: Swjatoslaw Wakartschuk, erschienen 2003 auf dem Album Суперсиметрія / Supersymetrija von Okean Elzy).
Ende Mai 2021 erschien der erste und Mitte November 2021 der zweite Teil (jeweils vier Lieder) ihres als Quadrologie konzipierten dritten Studioalbums Rosa Ventorum (lat. Windrose). Dazu heißt es auf YouTube, bei einer Windrose weisen „Strahlen vom Zentrum in die vier Himmelsrichtungen. Daher wird das Album als vier separate EPs veröffentlicht, die von verschiedenen Optionen der Protagonistin berichten“.
Auf der Ankündigung ihres bislang letzten Konzerts im Rahmen der Rosa Ventorum-Tour am 16. Februar 2022 in der Kiewer Bel Etage Music Hall heißt es: „Chrystyna Solowij wird nicht umsonst mit einer Fantasy-Mawka verglichen und eine Lemken-Prinzessin genannt. […] In ihren Liedern stellt die Autorin helle und reine Liebe als Symbol einer neuen Ära dar.“

## Politische Haltung
Auf ihrem letzten Konzert der Жива вода-Tour (Frühling 2017) in Winnyzja sagte Chrystyna Solowij als Einleitung zu Горе долом ходжу, einem der berührendsten und bekanntesten Lieder der Lemken:

„Es ist sehr traurig, dass auch heute noch Menschen ihre Heimat verlieren, so wie es bei meinen Vorfahren der Fall war. Kürzlich war der Jahrestag der Aktion Weichsel. Ich denke, es ist kein Zufall, dass meine Tournee mit Lemken-Liedern mit diesem Datum zusammenfiel.“

Am 23. Februar 2022 – einen Tag vor dem russischen Überfall auf die Ukraine – veröffentlichte Chrystyna Solowij auf YouTube die Demo-Version ihres Liedes Я несу мир (Ich bringe Frieden). Im einleitenden Text heißt es: „Unterstützen Sie die ukrainische Armee […] Frieden ist nur nach dem Sieg möglich. Dieses Lied ist für alle, die zu den Waffen greifen, um die Ukraine und unser Existenzrecht zu verteidigen. Du bringst den Frieden“, und in dem Lied selbst: „Ich träume von einem Tag, an dem wir im Sommer in Podil spazierengehen, aber der verfluchte Winter führt Jahr für Jahr Krieg gegen uns. Ich träume davon, auf die Krim zu meinem Meer zu gehen, aber die verfluchten Henker drängen in unsere Häuser, also mach’ dich bereit für den Kampf.“ Am 6. März 2022 veröffentlichte sie ihre Version des italienischen Volks- bzw. Widerstandsliedes Bella ciao mit eigenem Text, „gewidmet unseren Helden, den Streitkräften der Ukraine und allen, die gerade für ihre Heimat kämpfen“. Am 11. März 2022 brachte die spanische Frauenzeitschrift Mujer Hoy (Die Frau heute) auf ihrem Cover unter der Überschrift „Widerstand. Die Sängerin Chrystyna“ (Resistencia. La cantante Khrystyna) und dem Zitat „Ich will nicht gehen, weil ich nicht weiß, ob ich zurückkehren kann“ ein Foto von Chrystyna Solowij. In der Titelstory heißt es, obwohl ihr angeboten wurde, das Land über einen diplomatischen Korridor zu verlassen und in Paris ein Konzert zur Unterstützung der Ukraine zu geben, habe sie sich entschieden zu bleiben: „Ich will nicht weg, weil ich nicht weiß, wie oder wann ich in mein Land zurückkehren kann. Oder ob ich jemals zurückkehren kann.“ Sie ist angesichts der russischen Bombardierungen Kiews wieder nach Lwiw gezogen, wo sie als Freiwillige in der Flüchtlingshilfe arbeitet. Über Russland sagte sie:

„Diese Situation hat alle Beziehungen zwischen uns zerstört, selbst für diejenigen, die dachten, wir seien Brüder. […] Wir können nicht verstehen, wie ein Land mit 140 Millionen Einwohnern nicht auf die Straße gehen und einen kleinen Mann, ein kleines Monster vernichten kann.“

Trotz der Sanktionen, der Wirtschaftsblockade und der Waffenlieferungen durch die EU oder die USA habe sie das Gefühl, dass die internationale Gemeinschaft dem historischen Moment nicht gewachsen sei.

„Ich bitte alle auf der ganzen Welt, sich nicht darauf zu beschränken, Videos und Fotos in den sozialen Netzwerken hochzuladen und zu beklagen, was mit uns passiert. Ihr müsst zu Demonstrationen gehen und protestieren, Eure Regierungen auffordern, diesen Krieg zu beenden und alle russischen Produkte und Exporte zu boykottieren. Bitte lasst uns nicht allein.“

Am 15. März 2022 erschien auf mehreren Streaming-Plattformen eine Studioversion von Українська лють (Ukrainischer Zorn). Mit diesem Zusatz wurde auch das neue Profilbild der Künstlerin auf ihrer Facebook-Seite versehen.

## Trivia
Der Familienname „Соловій“ leitet sich von der ukrainischen Bezeichnung für Nachtigall (Солове́йко за́хідний) ab; daher das Epitheton „die lemkische Nachtigall“. Allerdings ist sie eher eine Lerche: „Normalerweise schreibe ich neue Songs um 5.20 Uhr morgens. Ich weiß nicht, warum das passiert, aber meistens wache ich um diese Zeit auf und merke, dass ich von einem neuen Lied geweckt wurde.“

## Diskografie

### Alben
- 2015: Жива вода
- 2018: Любий друг

### EPs
- 2021: Rosa Ventorum
- 2021: Rosa Ventorum II
- 2023: Різдвянії сни
- 2024: Rosa Venturum III

### Singles (Auswahl)
- 2015: Тримай
- 2015: Синя пісня
- 2016: Хто, як не ти?
- 2017: Fortepiano
- 2018: Любий друг
- 2018: Стежечка
- 2018: Шкідлива звичка
- 2021: Втікала
- 2021: Таксі (mit Kalush)
- 2021: Біжи тікай (mit Sasha Chemerov)
- 2022: Українська лють
- 2022: Я твоя зброя
- 2022: Юність
- 2023: Мова вітру (mit Artem Pywowarow)
- 2023: Чорноморчик
- 2023: Серце (mit Zhadan i Sobaky)
- 2024: Камертон